# Die Gartenlaube
Die Gartenlaube (Illustriertes Familienblatt) est un hebdomadaire familial illustré allemand fondé en 1853 par Ferdinand Stolle (de). Il changea de nom en 1938 pour devenir Die neue Gartenlaube et cessa de paraître en 1944.
Fondé dans le royaume de Saxe, il devient après la formation de l'Empire allemand, l'un des plus gros tirages de son époque. Ce fut la première parution de masse et un succès de la presse allemande, sa diffusion qui était de 382 000 exemplaires en 1876, lorsqu'il était édité par Ernst Keil (de), atteignit deux à cinq millions d'exemplaires vendus durant les années 1890. Il fit appel à de nombreux illustrateurs et graveurs de l'époque et fit paraître les premières photographies de la presse allemande.
Die Gartenlaube, ce qui signifie la tonnelle du jardin, avait un positionnement de revue familiale. Il faisait paraître des nouvelles en feuilleton et des analyses encyclopédiques sur l'actualité et la culture, ce qui est aujourd'hui un outil indispensable pour comprendre la société allemande d'alors. Après la mort d'Ernst Keil en 1878, Die Gartenlaube est dirigé par Adolf Kröner qui interdit d'exploiter tout thème politique ou religieux et d'évoquer des fléaux sociaux, comme le suicide ou le divorce.
Johann Strauss II a publié la partition d'une valse en 1895, intitulée der Gartenlaube-Walzer (opus 61), dédiée aux lecteurs de la revue.
L'Allemand Adolf Marks (de), installé en Russie, y adapte la formule de cet hebdomadaire, en lançant l'illustré Niva qui sera lu dans tout l'Empire (1869-1918).

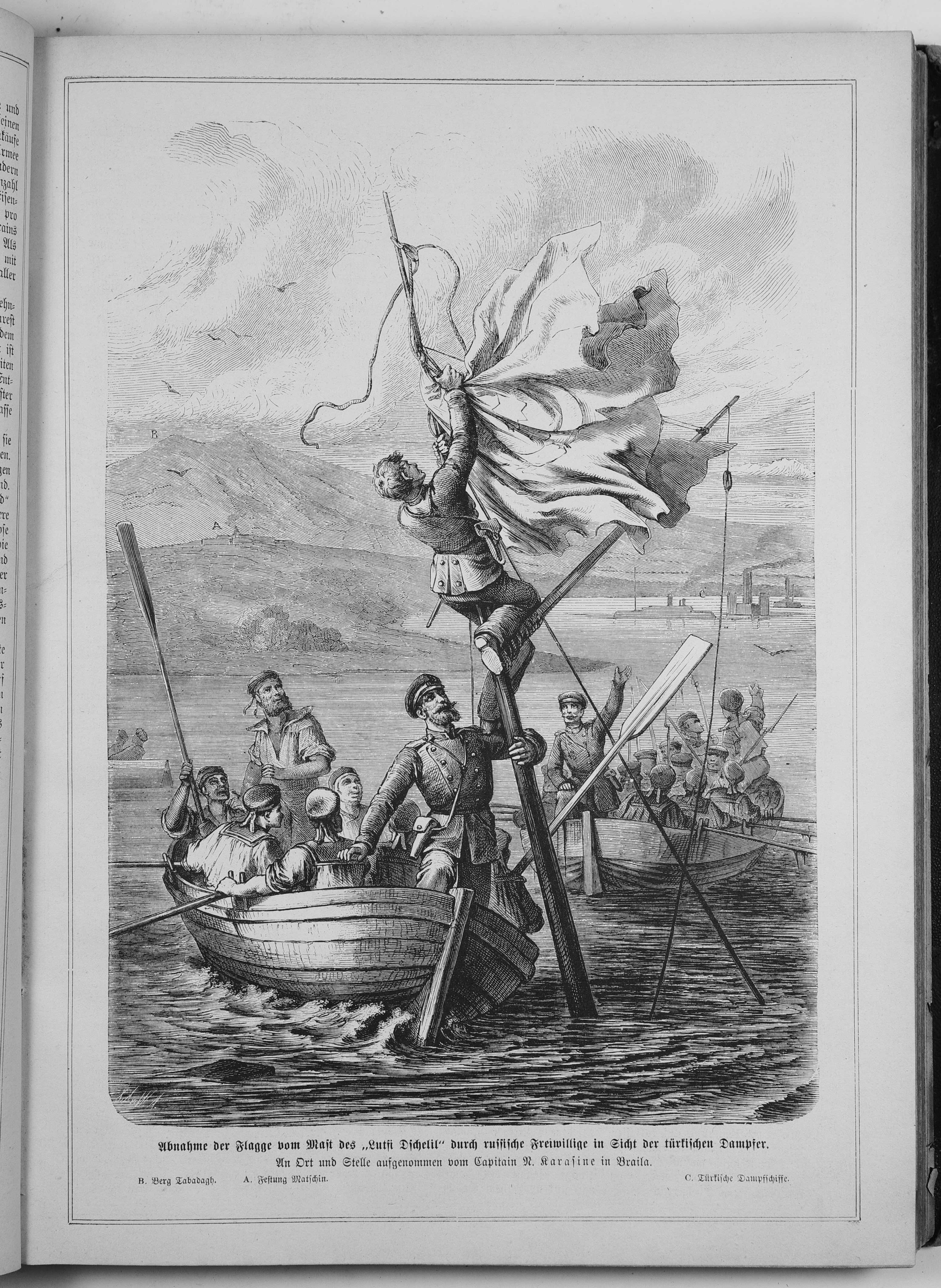
Illustration de Nikolaï Karazine pour Die Gartenlaube en 1877.
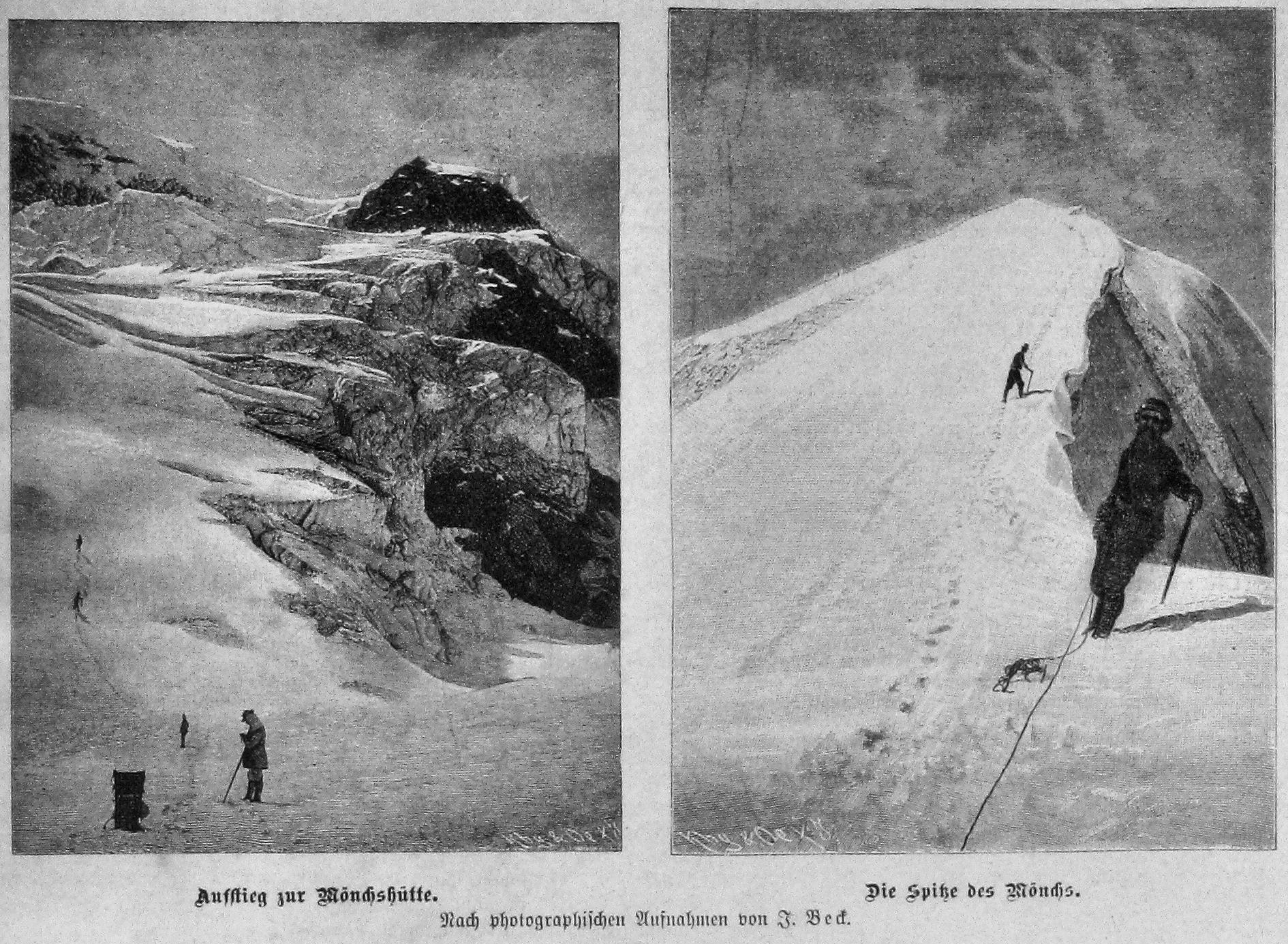
Photographies de Jules Beck (de) dans un numéro de Die Gartenlaube de 1883.
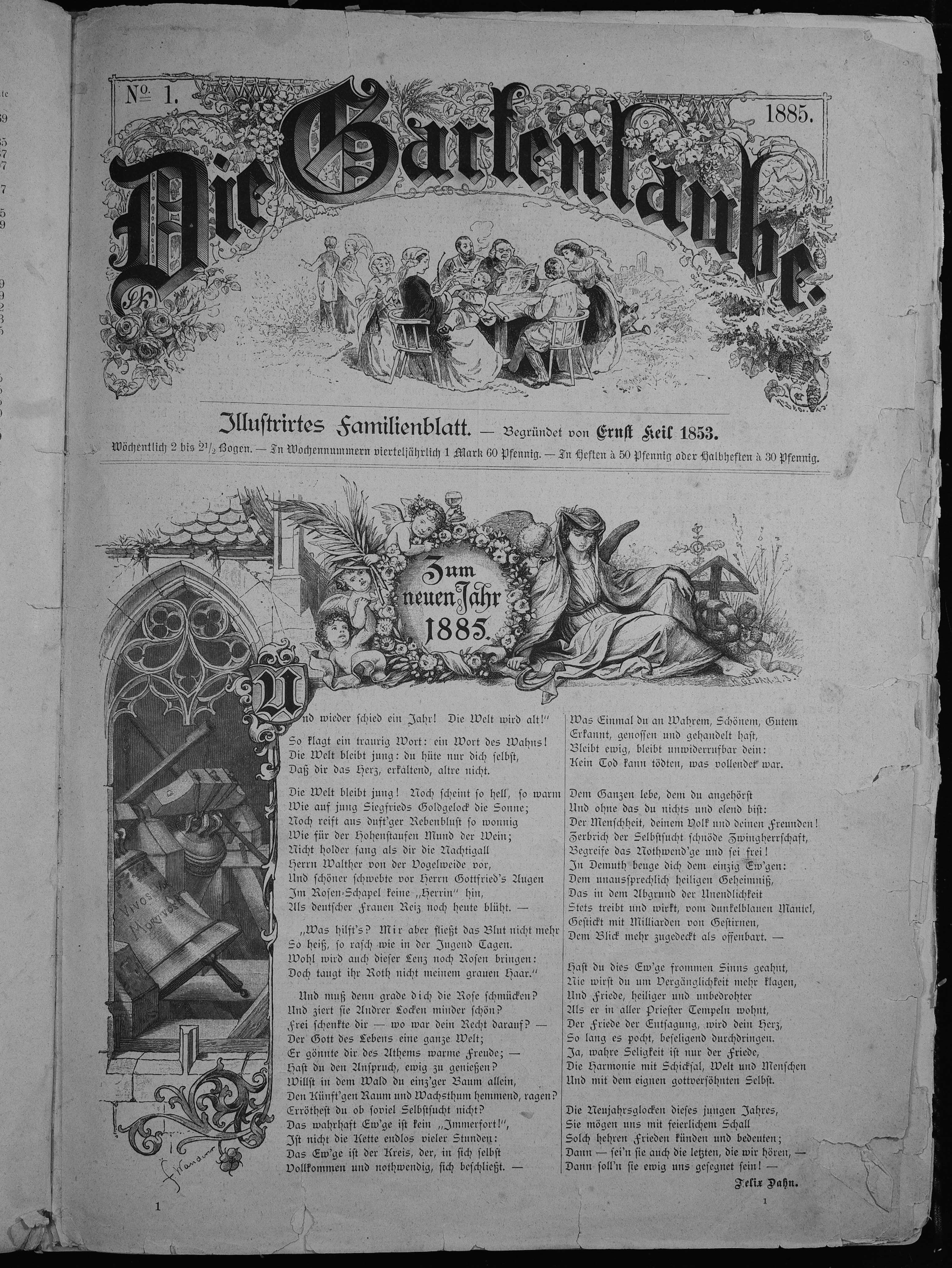
Numéro de Die Gartenlaube de janvier 1885.
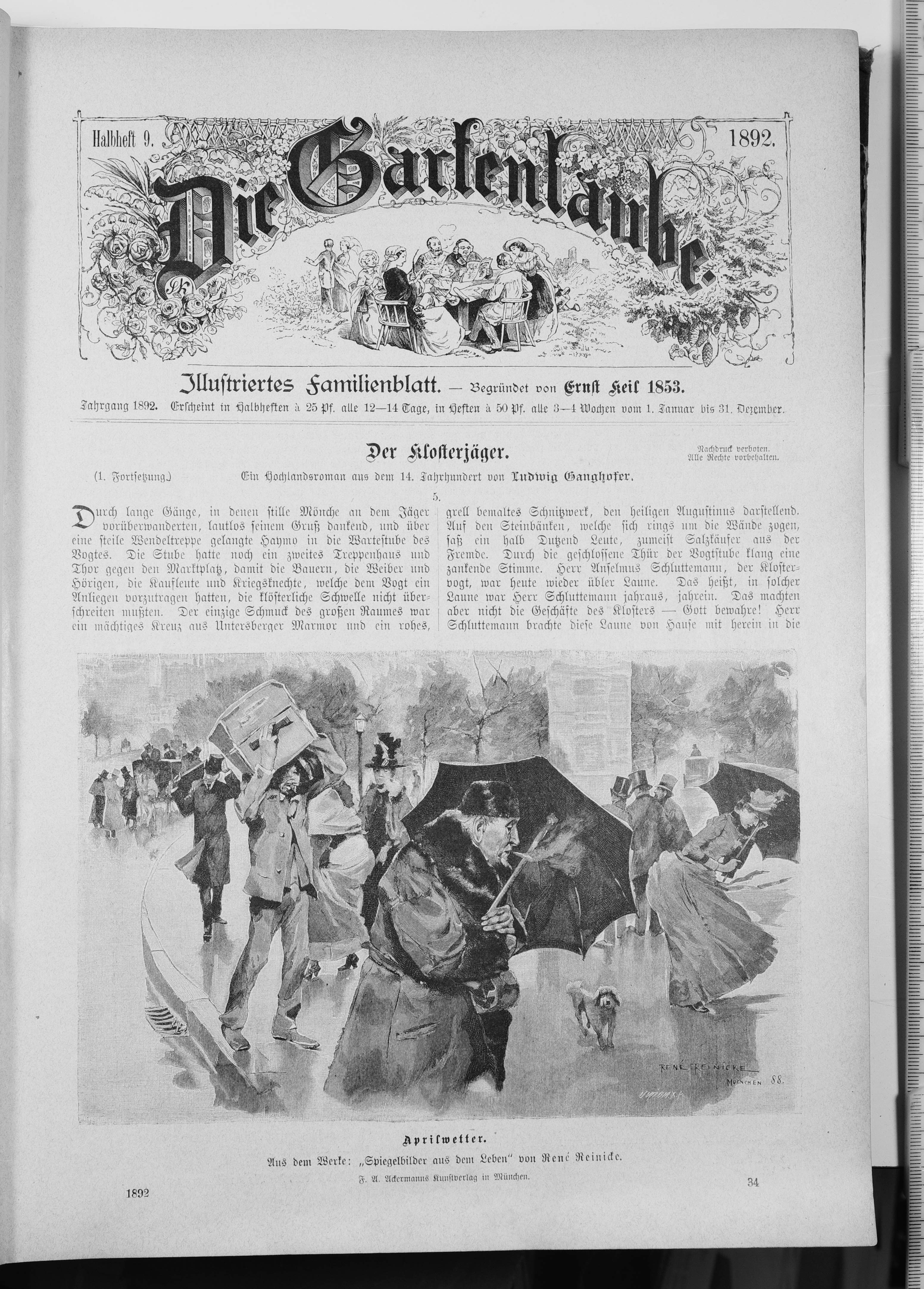
Illustration de René Reinicke pour un numéro de Die Gartenlaube de 1892.
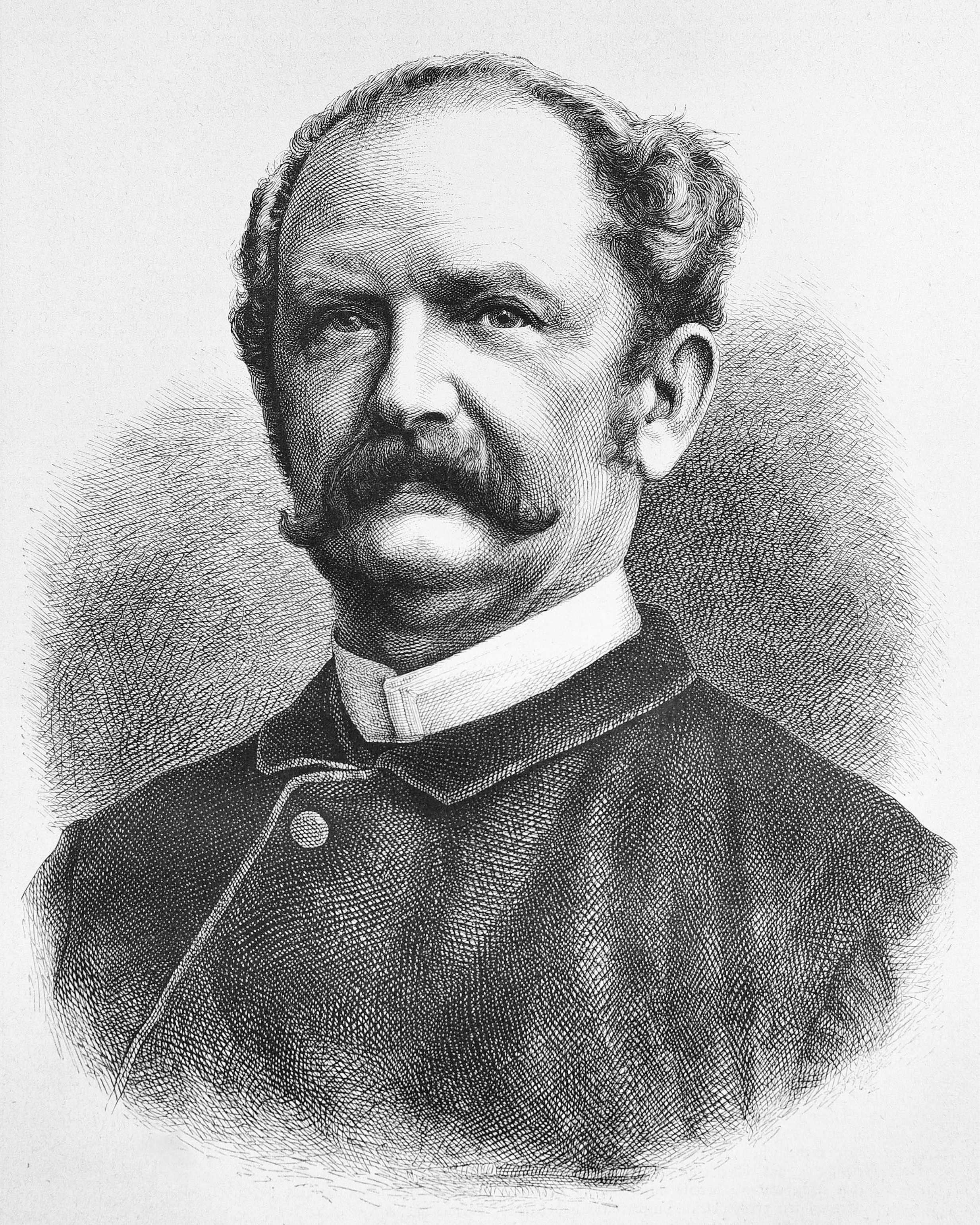
Ernst Keil (de), fondateur, par Wilhelm Höffert.

## Auteurs notables publiés
- Wilhelm Aarland (1822-1906), illustrateur
- Christian Wilhelm Allers (1857-1915), illustrateur
- Carl Ernst Bock (de) (1809-1874), médecin, anatomiste et écrivain médical
- Ida Boy-Ed
- Alfred Edmund Brehm (1829-1884), zoologue et écrivain
- Otto von Corvin (1812-1886), écrivain
- Rudolf Cronau (de) (1855-1939), journaliste et peintre
- Otto Dammer (de) (1839-1916), chimiste et écrivain
- Rudolf Doehn (de) (1821-1895), homme politique et écrivain
- Carl Emil Doepler (1824-1905), illustrateur
- Fedor Flinzer (1832-1911), écrivain et illustrateur
- Otto Gerlach (de) (1862-1908), illustrateur
- Friedrich Gerstäcker (1816-1872), écrivain de voyages et d'aventures
- Carl Grote (de) (1839-1907), illustrateur
- Karl Gutzkow (1811-1878), écrivain
- Hermann Ludwig Heubner (de) (1843-1915), illustrateur
- Paul Johann Ludwig von Heyse (1830-1914), écrivain et prix Nobel de littérature
- Georg Hiltl (de) (1826-1878), acteur et écrivain
- Georg Hirth (1841-1916), journaliste, plus tard éditeur à Munich
- Friedrich Hofmann (1813-1888), collaborateur permanent, 1883-1886 rédacteur en chef
- Carl Karlweis (1850-1901), feuilletoniste
- Robert Keil (de) (1826-1894), historien de la littérature
- Kaspar Kögler (de) (1838-1923), illustrateur, poète
- Herbert König (de) (1820-1876), illustrateur
- Ernst Ludwig Krause (1839-1903), scientifique et écrivain sous le pseudonyme de Carus Sterne
- Martin Lämmel (de) (1849- ?), illustrateur.
- Wichard Lange (1826-1884), pédagogue.
- Ferdinand Lindner (de) (1842-1906), illustrateur
- August Peters (de) (1817-1864), écrivain
- Max Ring (1817-1901), médecin et écrivain
- Emil Rittershaus (de) (1834-1897), commerçant et poète
- Emil Adolf Roßmäßler (1806-1867), naturaliste, homme politique et écrivain populaire
- Friedrich Rückert (1788-1866), poète et orientaliste
- August Scherl (1849-1921), éditeur
- Carl Ludwig Schleich (de) (1859-1922), médecin et précurseur de l'anesthésie moderne
- Eduard Schmidt-Weißenfels (de) (1833-1893), homme politique et écrivain
- Berthold Sigismund (de) (1819-1864), médecin, pédagogue, écrivain, poète et homme politique
- Ludwig Storch (1803-1881), écrivain
- Jodocus Donatus Hubertus Temme (1798-1881), homme politique, juriste et écrivain
- Moritz Wiggers (1816-1894), homme politique et juriste